# Tuyến Tím (Bangkok)
Tuyến MRT Tím (tiếng Thái: รถไฟฟ้ามหานคร สายสีม่วง) hoặc Tuyến MRT Chalong Ratchatham (tiếng Thái: รถไฟฟ้ามหานคร สายฉลองรัชธรรม) là tuyến tàu điện ngầm thứ năm của Băng Cốc trước đó là Tuyến Sukhumvit, Tuyến Silom, Tuyến MRT Xanh Dương, và Tuyến đường sắt sân bay. Tuyến dài 23 km (14 mi), phục vụ khu vực Tây-Bắc Băng Cốc từ Tao Poon đến Klong Bang Phai tại tỉnh Nonthaburi.
Tuyến mở cửa vào ngày 6 tháng 8 năm 2016. Nó là tuyến thứ hai thuộc hệ thống MRT và được quản lý bởi BEM. Lượt khách mỗi ngày là 70.000.
Đoạn dài 23,63 km bao gồm 17 mở rộng về phía Nam của tuyến bao gồm 14,3 km đi ngầm dưới đất và 9,3 km trên cao  khởi công vào tháng 8 năm 2022. Tổng kinh phí cho đoạn mở rộng là $82 tỉ baht và dự kiến mở cửa vào cuối năm 2027.
Đến cuối tháng 5 năm 2023, tổng khối lượng công việc hoàn thành là 11,50%.

## Nhà ga
| Mã                                          | Tên ga                         | Tên ga                  | Khoảng cách giữa các ga km | Chuyển đổi                                            | Vị trí                | Vị trí       |
| Mã                                          | Tiếng Anh                      | Thái                    | Khoảng cách giữa các ga km | Chuyển đổi                                            | Vị trí                | Vị trí       |
| ------------------------------------------- | ------------------------------ | ----------------------- | -------------------------- | ----------------------------------------------------- | --------------------- | ------------ |
|                                             |                                |                         |                            |                                                       |                       |              |
| PP01                                        | Khlong Bang Phai               | คลองบางไผ่               | -                          |                                                       | Bang Bua Thong        | Nonthaburi   |
| PP02                                        | Talat Bang Yai                 | ตลาดบางใหญ่              | 1,27                       |                                                       | Bang Bua Thong        | Nonthaburi   |
| PP03                                        | Sam Yaek Bang Yai              | สามแยกบางใหญ่            | 1,56                       |                                                       | Bang Bua Thong        | Nonthaburi   |
| PP04                                        | Bang Phlu                      | บางพลู                   | 1,57                       |                                                       | Bang Bua Thong        | Nonthaburi   |
| PP05                                        | Bang Rak Yai                   | บางรักใหญ่                | 1,20                       |                                                       | Bang Bua Thong        | Nonthaburi   |
| PP06                                        | Bang Rak Noi Tha It            | บางรักน้อย-ท่าอิฐ           | 1,25                       |                                                       | Mueang Nonthaburi     | Nonthaburi   |
| PP07                                        | Sai Ma                         | ไทรม้า                   | 1,25                       |                                                       | Mueang Nonthaburi     | Nonthaburi   |
| PP08                                        | Cầu Phra Nang Klao             | สะพานพระนั่งเกล้า          | 1,47                       |                                                       | Mueang Nonthaburi     | Nonthaburi   |
| PP09                                        | Yaek Nonthaburi 1              | แยกนนทบุรี 1              | 1,63                       |                                                       | Mueang Nonthaburi     | Nonthaburi   |
| PP10                                        | Bang Krasor                    | บางกระสอ                | 1,26                       |                                                       | Mueang Nonthaburi     | Nonthaburi   |
| PP11                                        | Trung tâm cộng đồng Nonthaburi | ศูนย์ราชการนนทบุรี          | 0,90                       | MRT (đang xây dựng) MRT (giai đoạn thiết kế)          | Mueang Nonthaburi     | Nonthaburi   |
| PP12                                        | Bộ Y tế công cộng              | กระทรวงสาธารณสุข         | 1,79                       |                                                       | Mueang Nonthaburi     | Nonthaburi   |
| PP13                                        | Yaek Tiwanon                   | แยกติวานนท์               | 1,20                       |                                                       | Mueang Nonthaburi     | Nonthaburi   |
| PP14                                        | Wong Sawang                    | วงศ์สว่าง                 | 1,72                       |                                                       | Bang Sue              | Băng Cốc     |
| PP15                                        | Bang Son                       | บางซ่อน                  | 1,29                       | SRT , đường sắt thường (Chuyển đổi tại Bang Son Halt) | Bang Sue              | Băng Cốc     |
| PP16                                        | Tao Poon                       | เตาปูน                   | 1,58                       | MRT                                                   | Bang Sue              | Băng Cốc     |
| Tao Poon - Kru Nai: 23,6 km (Đang xây dựng) |                                |                         |                            |                                                       |                       |              |
| PP17                                        | Parliament House               | รัฐสภา                   | 1,986                      |                                                       | Dusit                 | Bangkok      |
| PP18                                        | Sri Yan                        | ศรีย่าน                   | 1,194                      |                                                       | Dusit                 | Bangkok      |
| PP19                                        | Bệnh viện Vajira               | วชิรพยาบาล               | 0,931                      |                                                       | Dusit                 | Bangkok      |
| PP20                                        | Thư viện Quốc gia              | หอสมุดแห่งชาติ             | 0,837                      |                                                       | Dusit                 | Bangkok      |
| PP21                                        | Bang Khun Phrom                | บางขุนพรหม               | 0,924                      |                                                       | Phra Nakhon           | Bangkok      |
| PP22                                        | Phan Fah                       | อนุสาวรีย์ประชาธิปไตย       | 1,243                      | MRT (đấu thầu)                                        | Phra Nakhon           | Bangkok      |
| PP23                                        | Sam Yot                        | สามยอด                  | 1,033                      | MRT                                                   | Phra Nakhon           | Bangkok      |
| PP24                                        | Cầu Tưởng niệm                 | สะพานพุทธฯ               | 2,049                      | BTS Prajadhipok (Kế hoạch)                            | Thon Buri/Khlong San  | Bangkok      |
| PP25                                        | Wong Wian Yai                  | วงเวียนใหญ่               | 0,954                      | BTS , đường sắt thường, SRT (Dự án)                   | Thon Buri/Khlong San  | Bangkok      |
| PP26                                        | Bệnh viện Somdech Phra Pinklao | โรงพยาบาลสมเด็จพระปิ่นเกล้า | 1,509                      |                                                       | Thon Buri             | Bangkok      |
| PP27                                        | Dao Khanong                    | ดาวคะนอง                | 1,859                      |                                                       | Thon Buri             | Bangkok      |
| PP28                                        | Bang Pakaeo                    | บางปะแก้ว                | 0,979                      |                                                       | Rat Burana/Chom Thong | Bangkok      |
| PP29                                        | Bang Pakok                     | บางปะกอก                | 1,733                      |                                                       | Rat Burana            | Bangkok      |
| PP30                                        | Yaek Pracha Uthit              | แยกประชาอุทิศ             | 0,947                      |                                                       | Rat Burana            | Bangkok      |
| PP31                                        | Rat Burana                     | ราษฎร์บูรณะ               | 0,919                      |                                                       | Rat Burana            | Bangkok      |
| PP32                                        | Phra Pradaeng                  | พระประแดง               | 1,642                      |                                                       | Phra Pradaeng         | Samut Prakan |
| PP33                                        | Khru Nai                       | ครุใน                    | 1,901                      |                                                       | Phra Pradaeng         | Samut Prakan |
|                                             |                                |                         |                            |                                                       |                       |              |